# Richard Nedvěd
Richard Nedvěd (* 23. listopadu 1982) je profesionální český kouzelník, komik, trapnomág a břichomluvec.

## Život
V roce 2010 se proslavil účastí v 1. sérii talentové soutěže Česko Slovensko Má Talent, kde se umístil na druhém místě. Od roku 2008 vystupuje v českém stand-up comedy pořadu Na stojáka. Stal se tváří několika reklamních kampaní (T-mobile, mBank, Dům barev) a bývá hostem televizních zábavních pořadů, kulturních akcí a firemních večírků.

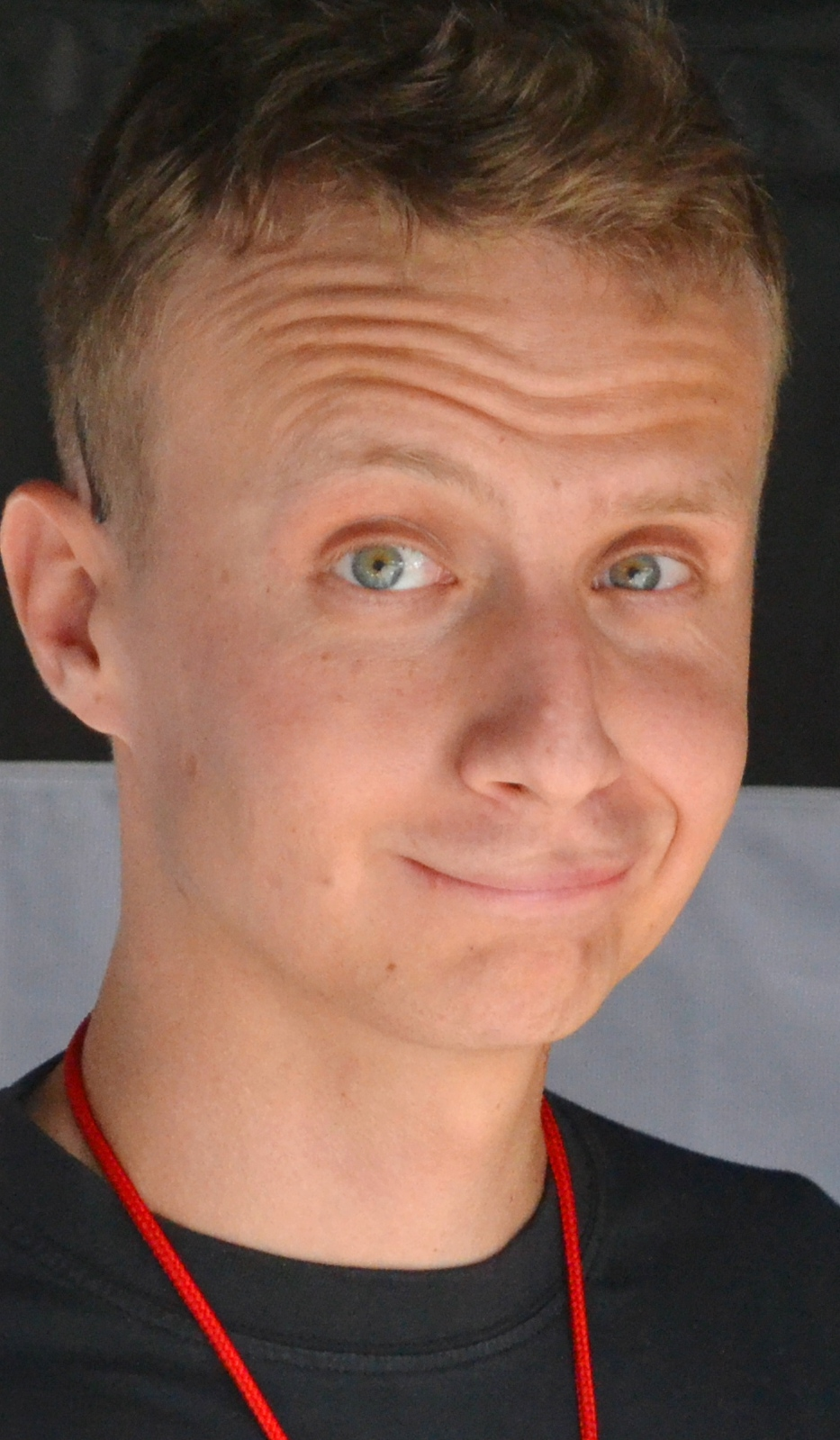
Richard Nedvěd v roce 2014

## Televize
- Rande naslepo! (2010) TV Prima – soutěžící pořadu
- Česko Slovensko má talent (2010), TV Prima – soutěžící pořadu
- Show Jana Krause (2011), TV Prima – host pořadu
- Silvestr na pláži (2011), TV Prima – host pořadu
- Pomozte dětem – host pořadu
- Česko Slovensko má talent (2011), TV Prima – poprvé jako host pořadu
- VIP Prostřeno (2012), TV Prima – V.I.P. soutěžící pořadu
- Zlatá hokejka (2012), Česká televize – spolumoderátor pořadu
- Česko Slovensko má talent (2012), TV Prima – podruhé jako host tohoto pořadu
- Veřer plný hvězd (2013), Česká televize – host pořadu
- Zázraky přírody (2013), Česká televize – host pořadu
- Sejdeme se na Cibulce (2013), TV Barrandov – host pořadu
- Všechnopárty (2013), Česká televize – host pořadu
- Na stojáka (2013), Česká televize – samostatně vystupující
- Barrandovský Silvestr (2013), TV Barrandov – host pořadu
- Zázraky přírody (2014), Česká televize – host pořadu
- Barrandovský Silvestr (2014), TV Barrandov – host pořadu
- Estrádička (2015), TV Barrandov – jako jeden z vystoupujících umělců
- Show Leoše Mareše (2015), TV Prima – host pořadu
- 50. výročí Sejdeme se na Cibulce (2015), TV Barrandov – host pořadu
- Komici s.r.o. The Tour (2016) – ztvárnil sám sebe
- Česko Slovensko má talent (2016), TV Prima – již potřetí jako host pořadu
- Pevnost Boyard (2016), TV Prima – jeden z členů týmu
- Máme rádi Česko (2016), TV Prima – soutěžící, jeden z členů týmu
- Zlatý kanár (2016), Česká televize – host pořadu
- Zázraky přírody (2017), Česká televize – host pořadu
- České hlavičky 2018 (2018), Česká televize – host pořadu
- Cabaret (2019), TV Barrandov – host pořadu
- Koptashow (2019), Česká televize – host pořadu
- Tajemství těla (2020), Česká televize – host pořadu
- Show Jana Krause (2024), TV Prima – host pořadu
- Hell's Kitchen Česko (2024), TV Nova – host pořadu
- Výborná SHOW (2024), Česká televize – host pořadu

## Filmografie
- Probudím se včera (2012)
- Obchodníci (2013)
- Musíme se sejít (2016)
- Komici s.r.o. The Tour (2016)
- Komici s.r.o. v Lucerně (2016)
- Na stojáka v kině (2018)